# Chuck Workman
Chuck Workman, anche conosciuto come Carl Workman, (Filadelfia, 5 giugno ...), è un regista, sceneggiatore e produttore cinematografico statunitense, attivo soprattutto nel campo documentaristico.

## Biografia
Nel 1986 dirige il cortometraggio documentaristico Precious Images, che ha vinto un Oscar al miglior cortometraggio documentario e nel 2009 è stato scelto per essere preservato nel National Film Registry della Biblioteca del Congresso degli Stati Uniti. Il cortometraggio è stato inoltre candidato agli Emmy Awards, al Sundance Film Festival e al Taos Talking Film Festival.
Workman dirige frequentemente le Cerimonie dei premi Oscar.

## Riconoscimenti (parziale)
- Premio Oscar
  - 1987 - Miglior cortometraggio per Precious Images